# Shūichi Enomoto
Shūichi Enomoto (jap. 榎本 秀一, Enomoto Shūichi; * 1952 in der Präfektur Tokio) ist ein japanischer Jazzmusiker (Tenor- und Sopransaxophon, auch Flöte, Shakuhachi).
Shuichi Enomoto arbeitete ab den 1970er-Jahren in der japanischen Jazzszene, wo er im High Society Orchestra der Waseda-Universität spielte. Er spielte zudem u. a. mit Fumio Watanabe (Fumio, 1979), Kurumi Shimizu (Pictures, 1983), Masahiko Ozu (Dolphin Dance, 1984), Takeo Moriyama (Green River, enja, 1984), Fumio Itabashi (Impact, 1984) und 1987 mit Shoji Aketagawa (Airegin Rhapsody).
Sein Debütalbum First Runner (Sound Design Records) entstand 1984 mit Kazuhide Motooka, Koichi Hiroki, Norikatsu Koreyasu, Gregg Lee, Takeshi Watanabe und Masayuki Kume; 1991 folgte unter eigenem Namen das Album Malam/Saya (Aketa's Disk), an dem Takayuki Katō, Norikatsu Koreyasu, Takuji Kusumoto, Tomohiro Yahiro und die Vokalistin Shūmi mitgewirkt hatten. 1993 trat er mit dem Shigeo Maruyama Orchestra auf dem Yamaha Jazz Festival auf; 1999 noch mit dem Aketagawa Shoji & Aketa Nishiogi Sentimental Philharmony Orchestra. Im Bereich des Jazz listet ihn Tom Lord zwischen 1979 und 1999 bei neun Aufnahmesessions.